# Île Olga
Olga (en espagnol : Isla Olga) est une île du Chili, une des îles Gordon.

## Géographie
Elle se situe dans le Sud-Ouest du Chili. 